# Lutjanus inermis
Lutjanus inermis is een straalvinnige vis uit de familie van de snappers (Lutjanidae) en behoort derhalve tot de orde van baarsachtigen (Perciformes). De vis kan een lengte bereiken van 34 cm.

## Leefomgeving
Lutjanus inermis is een zoutwatervis. De vis prefereert een tropisch klimaat en leeft hoofdzakelijk in de Grote Oceaan op dieptes tussen 0 en 40 meter.

## Relatie tot de mens
Lutjanus inermis is voor de visserij van potentieel belang. In de hengelsport wordt er weinig op de vis gejaagd.